# زيفكو جروزدانوف
زيفكو جروزدانوف هو لاعب كرة قدم بلغاري في مركز الوسط، ولد في 1995 في بلغاريا. لعب مع بيرين جوتشي ديلتشيف.

## وصلات خارجية
- زيفكو جروزدانوف على موقع قاعدة بيانات كرة القدم.إي يو (الإنجليزية)